# María Romanillos
María Romanillos (Madrid, 17 de marzo de 2004) es una actriz española de cine y televisión.

## Biografía
María Romanillos nació en Madrid. Se formó en interpretación en la Escuela de Teatro Cuarta Pared y en la Escuela de Cine Primera Toma. Tuvo su primera experiencia en publicidad con un reportaje de la campaña «Yo sí sanidad universal» en 2013 y más adelante en un anuncio para L'Oréal. En 2019 se anunció su incorporación a su primer largometraje Las consecuencias, que protagonizó junto a Juana Acosta, y se estrenó en cines en 2021. Por su papel, recibió el premio Biznaga de Plata a la mejor interpretación femenina de reparto en el Festival de Málaga Cine en Español.
En 2021, también protagonizó la serie de Movistar+ Paraíso, dirigida por Fernando González Molina y donde interpreta a Bea. Participó en la serie de TNT España Maricón perdido, creada por Bob Pop. El mismo año protagonizó la película No mires a los ojos, junto a Paco León y Leonor Watling.
En 2024 participó en la comedia dramática La casa dirigida por Álex Montoya.Por este trabajo logró el Premio Lola Gaos Mejor interpretación femenina de reparto 2025, concedido anualmente por la Acadèmia Valenciana del Audiovisual (AVAV).  Antes denominados, Premios Berlanga. 

## Filmografía

### Cine
| Año  | Título              | Rol   | Director        |
| ---- | ------------------- | ----- | --------------- |
| 2021 | Las consecuencias   | Gabi  | Claudia Pinto   |
| 2022 | No mires a los ojos | María | Félix Viscarret |
| 2022 | 13 exorcismos       | Laura | Jacobo Martínez |
| 2024 | La casa             | Ema   | Álex Montoya    |

### Televisión
| Año       | Título                   | Rol                 | Canal       | Notas        |
| --------- | ------------------------ | ------------------- | ----------- | ------------ |
| 2020      | Antidisturbios           | Lucía Osorio        | Movistar+   | 2 episodios  |
| 2021–2022 | Paraíso                  | Bea                 | Movistar+   | 15 episodios |
| 2021      | Maricón perdido          | Bea                 | TNT         | 3 episodios  |
| 2021      | Historias para no dormir | Hija                | Prime Video | 1 episodio   |
| 2025      | Olympo                   | Nuria "Nunu" Borges | Netflix     | 8 episodios  |

## Premios y nominaciones
- Festival de Málaga Cine en Español

| Año  | Categoría                                                      | Película          | Resultado |
| ---- | -------------------------------------------------------------- | ----------------- | --------- |
| 2021 | Biznaga de Plata a la mejor interpretación femenina de reparto | Las consecuencias | Ganadora  |

- Festival Internacional de Cine de Guadalajara (México)

| Año  | Categoría                                                  | Película          | Resultado |
| ---- | ---------------------------------------------------------- | ----------------- | --------- |
| 2021 | Premio mejor actriz largometraje iberoamericano de ficción | Las consecuencias | Ganadora  |

- Premis Berlanga (Valencia, España)

| Año  | Categoría                                            | Película          | Resultado |
| ---- | ---------------------------------------------------- | ----------------- | --------- |
| 2021 | Premio a la mejor interpretación femenina de reparto | Las consecuencias | Nominada  |

- el Premio Lola Gaos Mejor interpretación femenina de reparto 2025, por La casa.